# Batrisodes jocuvestus
Batrisodes jocuvestus (лат.) — вид пещерных жуков-ощупников (Pselaphinae) из семейства стафилиниды. Обнаружен в пещере Aladdin Cave (США).

## Распространение
США: пещера Aladdin Cave, около Maysville, округ Мадисон, штат Алабама.

## Описание
Мелкие коротконадкрылые жуки. Длина тела 1,95 мм, длина головы 0,33 мм. Основная окраска красновато-коричневая.
Блестящий; опушение редкое, довольно длинное и полуприжатое, за исключением ощетинившейся щечной бородки; покровы почти непунктированные, за исключением слабой микронеровности в начале каждой щетинки. Голова с умеренно выпуклыми глазами из примерно 40 фасеток; боковые вершинные кили цельные, но не сильно развиты. Усики 11-члениковые, брюшко из 5 видимых тергитов. Вертлуги короткие, ноги прилегают к тазикам. Надкрылья в базальной части с 3 ямками. 10-й сегмент антенн на вентральной стороне не имеет ямок; 11-й с вентральной стороной, слегка уплощенной в базальной половине. Сходен с видами Batrisodes barri, Batrisodes gemmoides и Batrisodes gemmus.